# Hermadion hyalinus
Hermadion hyalinus är en ringmaskart som beskrevs av Georg Ossian Sars 1873. Hermadion hyalinus ingår i släktet Hermadion och familjen Polynoidae. Inga underarter finns listade i Catalogue of Life.